# Campeonato Pernambucano de Futebol Feminino de 2024
O Campeonato Pernambucano de Futebol Feminino de 2024, oficialmente Campeonato Pernambucano Feminino Betnacional 2024 por questões de patrocínio, foi a 22.ª edição da principal divisão do futebol  feminino pernambucano. A disputa teve o mesmo regulamento de 2023.
Em final inédita, o Sport sagrou-se campeão ao bater o Ipojuca por 7 a 0, conquistando seu decimo título, terceiro título consecutivo e de forma invicta. Com essa hegemonia, o Leão da Ilha desbanca o Vitória das Tabocas que até então, era o maior campeão estadual na categoria.

## Regulamento
O Pernambucano Feminino de 2024 foi disputada por seis clubes em turno único. Nessa primeira, todos os clubes jogam entre si uma única vez. Não houve campeão na primeira, sendo declarado campeão pernambucano os dois clubes que obtiveram o maior número de pontos após as 10 rodadas. Ao final da competição, os os dois primeiros clubes se enfrentaram em partida única, com o mando de jogo do clube com a melhor campanha geral. A final também contou com o árbitro assistente de vídeo (VAR, do inglês Video Assistant Referee). O clube campeão assegura participação no Campeonato Brasileiro Feminino A3 2025. Caso o clube campeão já possua vaga garantida na competição nacional ou superior, a vaga será ocupada pelo clube com a classificação subsequente, de acordo com o - Regulamento Específico da Competição — REC.

### Critérios de desempate
Em caso de empate por pontos entre dois clubes, os critérios de desempate foram aplicados na seguinte ordem:
1. Número de vitórias;
2. Saldo de gols;
3. Gols pró (marcados);
4. Confronto direto;
5. Menor número de cartões vermelhos;
6. Menor número de cartões amarelos;
7. Sorteio.

## Participantes
| Equipe   | Cidade                  | Em 2023 | Estádio (mando)   | Capacidade | Títulos                                                  |
| -------- | ----------------------- | ------- | ----------------- | ---------- | -------------------------------------------------------- |
| Ipojuca  | Ipojuca                 | ND      | Antônio Dourado   | 3 000      | 0 (não possui)                                           |
| Íbis     | Paulista                | 3.º     |                   |            | 0 (não possui)                                           |
| Jaguar   | Jaboatão dos Guararapes | ND      | Estádio de Camela | 1 000      | 0 (não possui)                                           |
| Náutico  | Recife                  | 2.º     | C.T do Náutico    | 500        | 4 (2005, 2006, 2020 e 2021)                              |
| Porto-PE | Caruaru                 | 4.º     | Antônio Inácio    | 6 000      | 0 (não possui)                                           |
| Sport    | Recife                  | 1.º     | C.T do Sport      | 500        | 9 (1999, 2000, 2007, 2008, 2009, 2017, 2018, 2022, 2023) |

## Primeira fase
| Pos | Equipe   | Pts | J  | V  | E | D | GP | GC | SG  | Classificação ou descenso         |  | SPO  | IPO  | NAU | PRT | IBI  | JAG  |
| --- | -------- | --- | -- | -- | - | - | -- | -- | --- | --------------------------------- |  | ---- | ---- | --- | --- | ---- | ---- |
| 1   | Sport    | 30  | 10 | 10 | 0 | 0 | 68 | 2  | +66 | Classificados para a final        |  | —    | 4–1  | 7–0 | 7–0 | 13–0 | 10–0 |
| 2   | Ipojuca  | 18  | 10 | 5  | 3 | 2 | 33 | 11 | +22 | Classificados para a final        |  | 0–4  | —    | 1–1 | 4–0 | 3–0  | 9–0  |
| 3   | Náutico  | 17  | 10 | 5  | 2 | 3 | 19 | 14 | +5  | Desclassificados na primeira fase |  | 0–2  | 0–0  | —   | 1–2 | 3–1  | 5–1  |
| 4   | Porto-PE | 13  | 10 | 4  | 1 | 5 | 10 | 32 | −22 | Desclassificados na primeira fase |  | 1–11 | 0–3  | 0–3 | —   | 2–2  | 2–1  |
| 5   | Íbis     | 5   | 10 | 1  | 2 | 7 | 9  | 35 | −26 | Desclassificados na primeira fase |  | 0–7  | 2–2  | 0–2 | 0–1 | —    | 3–0  |
| 6   | Jaguar   | 3   | 10 | 1  | 0 | 9 | 4  | 49 | −45 | Desclassificados na primeira fase |  | 0–3  | 0–10 | 4–0 | 0–2 | 2–1  | —    |

Cores: Azul = vitória do clube mandante; Amarelo = empate; Vermelho = vitória do clube visitante.

## Segunda fase

### Final
A final da edição 2024 do estadual foi realizada de forma inédita. A final contou com as duas melhores equipes da primeira fase, Sport e Ipojuca. O Sport enfrentou o Ipojuca no domingo, dia 17 de novembro, às 15h, na Arena de Pernambuco, em São Lourenço da Mata. O time rubro-negro buscava o tricampeonato, enquanto o Lobo-Guará tentava seu primeiro título na história da competição. O leão da ilha terminou a primeira fase com 100% de aproveitamento, vencendo todos os jogos até a segunda fase.
O Ipojuca já alcançou sua melhor campanha na história do Pernambucano Feminino e também garantiu vaga na terceira divisão nacional do ano que vem. O clube terminou a primeira fase em 2º lugar, atrás do próprio Sport, e também teve os segundos melhores números no ataque e defesa com 33 gols feitos e 11 sofridos.
| 17 de novembro | Sport | 7 – 0     | Ipojuca | Arena de Pernambuco, São Lourenço da Mata |
| 15:00 (UTC−3)  | Gessica Barbosa 2' · Isis 16' · Layza Alves 34' · Yanca 63' · Mirelly Vitoria 65' · Kauany 69' · Mayara Silva 87' | Relatório |         | Árbitro: PE Deborah Cecilia Cruz Correia  |

## Estatísticas

### Artilharia
| Pos. | Jogadora | Equipe  | Gols |
| ---- | -------- | ------- | ---- |
| 1    | Isis     | Sport   | 22   |
| 2    | Manuela  | Ipojuca | 12   |
| 3    | Gessica  | Sport   | 10   |
| 4    | Kaline   | Sport   | 8    |
| 5    | Bya      | Ipojuca | 7    |

### Hat-tricks
| Jogadora                        | Clube   | Adversário | Placar   | Data           | Ref.  |
| ------------------------------- | ------- | ---------- | -------- | -------------- | ----- |
| Manuela Correia                 | Ipojuca | Porto-PE   | 4–0 (C)  | 22 de setembro |       |
| Beatriz Moreira Manuela Correia | Ipojuca | Jaguar     | 10–0 (F) | 29 de setembro | [ 8 ] |
| Manuela Correia                 | Ipojuca | Jaguar     | 9–0 (C)  | 12 de outubro  |       |

### Poker-tricks
| Jogadora         | Clube   | Adversário | Placar   | Data          | Ref.  |
| ---------------- | ------- | ---------- | -------- | ------------- | ----- |
| Isis             | Sport   | Porto-PE   | 7–0 (C)  | 8 de setembro |       |
| Beatriz Moreira  | Ipojuca | Jaguar     | 9–0 (C)  | 12 de outubro |       |
| Kaline Eloi Isis | Sport   | Íbis       | 13–0 (C) | 13 de outubro | [ 9 ] |

### Manita
| Jogadora | Clube | Adversário | Placar   | Data          | Ref.   |
| -------- | ----- | ---------- | -------- | ------------- | ------ |
| Isis     | Sport | Jaguar     | 10–0 (C) | 19 de outubro | [ 10 ] |

## Premiação
| Campeonato Pernambucano Feminino 2024 |
| ------------------------------------- |
| SPORT RECIFE Campeão (10.º título)    |

## Classificação final
| Pos | Equipe    | Pts | J  | V  | E | D | GP | GC | SG  | Classificação ou descenso                                                                                  |
| --- | --------- | --- | -- | -- | - | - | -- | -- | --- | --- |
| 1   | Sport (C) | 33  | 11 | 11 | 0 | 0 | 75 | 2  | +73 | Campeão e classificado para a Copa do Brasil Feminina de 2025                                              |
| 2   | Ipojuca   | 18  | 11 | 5  | 3 | 3 | 33 | 18 | +15 | Vice-campeão e classificado para o Brasileirão de 2025 - Série A3 e para a Copa do Brasil Feminina de 2025 |
| 3   | Náutico   | 17  | 10 | 5  | 2 | 3 | 19 | 14 | +5  | Terceiro lugar                                                                                             |
| 4   | Porto-PE  | 13  | 10 | 4  | 1 | 5 | 10 | 32 | −22 | Quarto lugar                                                                                               |
| 5   | Íbis      | 5   | 10 | 1  | 2 | 7 | 9  | 35 | −26 | Eliminados na primeira fase                                                                                |
| 6   | Jaguar    | 3   | 10 | 1  | 0 | 9 | 4  | 49 | −45 | Eliminados na primeira fase                                                                                |